# Lédat
Lédat är en kommun i departementet Lot-et-Garonne i regionen Nouvelle-Aquitaine i sydvästra Frankrike. Kommunen ligger i kantonen Villeneuve-sur-Lot-Nord som tillhör arrondissementet Villeneuve-sur-Lot. År 2022 hade Lédat 1 430 invånare.

## Befolkningsutveckling
Antalet invånare i kommunen Lédat
| Referens: INSEE |